# Габријел Луна
Габријел Луна (енгл. Gabriel Luna; Остин, 5. децембар 1982) амерички је глумац и продуцент.

## Биографија
Рођен је 5. децембра 1982. године у Остину. Син је Мексиканаца. Отац му је преминуо са 20 година, три месеца пре него је Габријел рођен, те га је одгајила мајка. Похађао је Универзитет Сент Џон у Остину, где је глумио Ромеа у позоришној представи Ромео и Јулија, а дипломирао је 2005. године.
Дана 20. фебруара 2011. оженио се румунском глумицом Смарандом Чичеу. Живе у Лос Анђелесу.

## Филмографија

### Филм
| Улоге Габријела Луне |                            |               |       |          |
| Година               | Српски назив               | Изворни назив | Улога | Напомена |
| 2019.                | Терминатор: Мрачна судбина |               | Рев-9 |          |

### Телевизија
| Улоге Габријела Луне |                                     |               |                           |            |
| Година               | Српски назив                        | Изворни назив | Улога                     | Напомена   |
| 2008.                | Бекство из затвора                  |               | Едуардо                   | 1 епизода  |
| 2013.                | Морнарички истражитељи: Лос Анђелес |               | студент геологије         | 1 епизода  |
| 2015.                | Прави детектив                      |               | Мигел Гилб                | 3 епизоде  |
| 2016—2017.           | Агенти Шилда                        |               | Роби Рејес / Гоуст Рајдер | 10 епизода |
| 2022.                | Љубав, смрт и роботи                |               | наредник Нилсен           | 1 епизода  |
| 2023.                |                                     |               | Томи                      | 2 епизоде  |
| 2023.                | ФУБАР                               |               | Боро Полонија             | 8 епизода  |